# Ctenucha affinis
Ctenucha affinis är en fjärilsart som beskrevs av Druce 1884. Ctenucha affinis ingår i släktet Ctenucha och familjen björnspinnare. Inga underarter finns listade i Catalogue of Life.